# Priorat de Banyeres
El Priorat de Banyeres és una urbanització que ocupa part dels termes municipals de Llorenç del Penedès i Banyeres del Penedès a la comarca del Baix Penedès. La urbanització s'allarga al sud de la carretera T-240 entre Llorenç del Penedès i el Vendrell […] estenent-se en una sèrie de carrers i avingudes enjardinades. Els límits de la urbanització es confonen amb els carrers carrers de Llorenç.
Tot i la proximitat del nucli principal de Llorenç del Penedès, l'àrea urbanitzada més extensa, edificada i poblada pertany al terme municipal de Banyeres del Penedès i és una unitat de població de Banyeres (2021).
El sector més pròxim al coll de la Sitja, al nord-oest de la urbanització, pertany al terme municipal de Llorenç del Penedès, i és una unitat de població del municipi (2021).
Actualment és una zona de primera residència, tot i que els seus orígens, al voltant de la Casa Sabartés, van ser els d'un càmping per a gent de Barcelona.